# Алан (Горња Гарона)
Алан (фр. Alan) насеље је и општина у јужној Француској у региону Миди Пирене, у департману Горња Гарона која припада префектури Сен Годан.
По подацима из 2011. године у општини је живело 311 становника, а густина насељености је износила 27,55 становника/km². Општина се простире на површини од 11,29 km². Налази се на средњој надморској висини од 378 метара (максималној 520 m, а минималној 271 m).

## Демографија
| 1962. | 1968. | 1975. | 1982. | 1990. | 1999. | 2011. |
| ----- | ----- | ----- | ----- | ----- | ----- | ----- |
| 228   | 267   | 228   | 259   | 276   | 299   | 311   |

График промене броја становника у току последњих година